# Cycloramphus organensis
Cycloramphus organensis es una especie de anfibio anuro de la familia Cycloramphidae.

## Distribución geográfica
Esta especie es endémica del estado de Río de Janeiro en Brasil. Se encuentra en Petrópolis a unos 2000 m sobre el nivel del mar en la Serra dos Órgãos.

## Descripción
Los machos miden de 22 a 26 mm y las hembras miden de 30 a 33 mm.

## Etimología
El nombre de la especie está compuesto de organ[s] y del sufijo latino -ensis que significa "que vive, que habita", y le fue dado en referencia al lugar de su descubrimiento, la Serra dos Órgãos, Organs Range en inglés.

## Publicación original
- Weber, Verdade, Salles, Fouquet & de Carvalho-e-Silva, 2011: A new species of Cycloramphus Tschudi (Anura: Cycloramphidae) from the Parque Nacional da Serra dos Órgãos, Southeastern Brazil. Zootaxa, n.º 2737, p. 19–33.[4]